# Lægård Bæk
Lægård Bæk er et nordligt tilløb til Storå. Bækken begynder sit åbne løb ved Asmose der ligger omkring kommunegrænsen mellem Struer Kommune og Holstebro Kommune. Vandløbet løber gennem landbrugsland før det løber igennem Holstebro by. I byen løber bækken igennem den grønne park kaldet Holstebro Lystanlæg. I lystanlægget har Holstebro Kommune etableret en fisketrappe så ørreder kan komme op og ned ad vandløbet. Man kan af og til se småørreder i fisketrappens kamre.
56°21′25″N 8°37′30″Ø / 56.35703°N 8.6251°Ø